# 深圳市南头中学
深圳市南头中学（英語：Nantou High School Shenzhen）是广东省深圳市南山区的一所公办学校，前身是1801年成立的凤冈书院，1979年改称南头中学，是南山区规模最大的公办普通高中，也是广东省一级学校。

## 历史
凤冈书院是清朝时源于南头古城的书院之一，原来是海防厅的旧址。1679年（康熙十八年）该地改为东莞场署，1801年（嘉庆六年）改建为凤冈书院，布政司康基田为其题额。1906年，凤冈书院改为凤冈学校，成为深圳历史上最早实现现代化教育的学校。
1914年，凤冈书院更名为宝安县立第一高等小学。1926年县立小学扩大建制，成立中学部。1928年，宝安县立第一高等小学改名为宝安县立第一初级中学。
1938年，因抗日战争导致校舍损毁，宝安县立第一初级中学被迫停办。1946年，宝安县立第一初级中学复办。
1958年，宝安县立第一初级中学更名为宝安县南头中学，并招收首届高中生。1979年深圳市成立后，更名为深圳市南头中学。
2022年12月，深圳市南头中学加盟南山区教育科学研究院附属学校教育集团。